# Лужки (Львовский район)
Лужки (укр. Лужки) — село в Рава-Русской городской общине Львовского района Львовской области Украины.
Население по переписи 2001 года составляло 125 человек. Занимает площадь 1,98 км². Почтовый индекс — 80318. Телефонный код — 3252.